# Pararhenea viridescens
Pararhenea viridescens är en fjärilsart som beskrevs av Sergius G. Kiriakoff 1960. Pararhenea viridescens ingår i släktet Pararhenea och familjen tandspinnare. Inga underarter finns listade i Catalogue of Life.